# Eastman
Eastman település az Amerikai Egyesült Államok Georgia államában, Dodge megyében, melynek megyeszékhelye is. Lakosainak száma 5658 fő (2020. április 1.).

## Népesség
A település népességének változása:

| 2010 | 4 962 |
| 2020 | 5 658 |